# محمد الساسي
محمد الساسي  ولد في الرباط سنة 1952، عضو في الاتحاد الوطني ثم الاتحاد الاشتراكي للقوات الشعبية. سنة 2003 إنشق خلال المؤتمر الإتحادي السابع، وأسس جمعية الوفاء للديمقراطية.
سنة 2005، إنصهرت الجمعية و حزب اليسار الموحد لتأسيس الحزب الاشتراكي الموحد في سبتمبر 2005م.

## سيرة ذاتية
- مزداد بالرباط في 7 نوفمبر 1952
- أستاذ باحث بكلية الحقوق-جامعة محمد الخامس- أكدال- منذ ديسمبر 1978
- عضو منتخب لعدة سنوات لتمثيل رجال التعليم العالي الباحثين في مجلس الجامعة، والهيئات النقابية.
- نشر مقالات ودراسات في الجرائد والمجلات المغربية (الاتحاد الاشتراكي-المستقل-الصحيفة-نوافذ-وجهة نظر-الشعلة-المنظمة-النشرة-الرائد-الصباح-Libération-العمل الديمقراطي-المساء)
- صدر له كتاب (تفاصيل سياسية) ضمن سلسلة شراع- طنجة 1998، وبيعت منه 30 ألف نسخة، ونظم له أكثر من 20 حفل توقيع في مختلف مناطق المغرب.
- مدير سابق ومؤسس لجريدة (النشرة)
- مدير مجلة (الرائد)
- كاتب عمود سابق في جريدتي (الصحيفة) و(لوجرنال Le journal)
- ساهم في إصدارات وكتب مشتركة:
- العلاقة بين الحركة الجمعوية والفاعلين السياسيين والسوسيواقتصاديين-مطبعة المعارف الجديدة-الرباط-2002.
- المثقفون المغاربة وتفجيرات 16 ماي-منشورات الزمن- عدد 40- كتاب الجيب-2003.  دار الشباب المغربية-الواقع والآفاق-منشورات الشعلة-الدار البيضاء-2001.
- مشروع التحديث في المجتمع المغربي-منشورات الشعلة-الدار البيضاء.

وضع تقديم الكتب التالية:
- الحق في الحلم -خالد السفياني- سلسلة حقوق الناس- الدار البيضاء- 1998.
- محنة التلفزة بالمغرب - يحيى اليحياوي- منشورات عكاظ – الرباط – 1999.
- المال والسياسة - أحمد بوز – دار القلم – الرباط – 2005.
- يساهم باستمرار في ندوات ومناظرات وأنشطة علمية في الجامعات والمعاهد المغربية.
- عضو مؤسس ومنسق لمجموعة البحث في العلوم الجنائية، طوال مرحلة وجود المجموعة ضمن شعبة القانون الخاص بكلية الحقوق الرباط.
- يساهم باستمرار في أنشطة فكرية وثقافية للطلبة والشباب وللجمعيات المغربية وهيئات المجتمع المدني عبر مختلف مناطق المغرب.  *      كاتب عام سابق للشبيبة الاتحادية (1987-1998) شبيبة الاتحاد الاشتراكي للقوات الشعبية.
- عضو اللجنة المركزية واللجنة الإدارية سابقا للاتحاد الاشتراكي للقوات الشعبية.
- نائب الأمين العام حاليا للحزب الاشتراكي الموحد.[4]
- مؤسس جمعية الوفاء للديمقراطية وكاتبها العام (2001-2005).  *

اختارته مجلة الاكسبريس الفرنسية ضمن المائة شخصية مغربية الذين يحركون المغرب
اختارته مجلة لو جورنال إبدومادير (بالفرنسية: Le Journal Hebdomadaire)‏ ضمن 22 شخصية مغربية «ذات التأثير» عدد 189 من 1 إلى 7 يناير 2005.